# Lalloum
Lalloum, ou Laloum, est un nom de famille juif d'origine arabe composé de la négation lâ et de lûm qui signifie « reproche », donc « irréprochable »,.

## Origine
Ce nom de famille est originaire de la ville de Constantine, en Algérie. 

## Personnalités
Ce nom de famille est notamment porté par :
- Adam Laloum[3] (né en 1987), pianiste français.
- Franck Lalloum[4] (né en 1981), médecin français.